# Estadio San Mamés (1913)
Estadio San Mamés (Baskiska: San Mames zelaia), invigd augusti 1913, riven juni 2013, var hemmaplan för Athletic Bilbao i spanska La Liga. Sankt Mamés var en martyr som kastades till lejonen år 275 i nuvarande Turkiet. Därför kallas spelarna i Athletic Bilbao för lejonen (los leones). Arenan hade kapacitet för 40 600 åskådare och spelplanen var 103×68 meter.
San Mamés var den enda arenan som hade använts under samtliga årgångar av La Liga och var även hemort för grupp D under fotbolls-VM 1982. I gruppen spelade England, Frankrike, Kuwait och Tjeckoslovakien.
Arenan invigdes den 21 augusti 1913. Den första matchen spelades samma dag mellan Athletic Club de Bilbao och Real Union Club de Irun. Arenan byggdes om 1952 och 1982.